# Tympanogaster kuranda
Tympanogaster kuranda är en skalbaggsart som beskrevs av Perkins 2006. Tympanogaster kuranda ingår i släktet Tympanogaster och familjen vattenbrynsbaggar. Inga underarter finns listade i Catalogue of Life.